# Munkfors Flygfält
Munkfors flygfält is een klein vliegveld drie kilometer ten zuiden van de Zweedse plaats Munkfors. Het vliegveld wordt alleen gebruikt voor recreatieve doeleinden. Op het vliegveld is er de mogelijkheid voor vliegers om te overnachten en een warme maaltijd te kopen.
Vliegveld Munkfors is de thuisbasis van Munkfors Flygklubb.